# Anthron
Anthron ist eine tricyclische Verbindung. In der Biochemie wird diese Verbindung zur Bestimmung des Gesamtgehalts an Kohlenhydraten einschließlich Glycerol in biologischen Proben verwendet. Anthron ist – wie Anthrachinon – ein Derivat des Anthracens und gilt als Wirkstoff in der Pflanzenheilkunde.

## Herstellung
Beim schnellen Erhitzen von Anthranol (1) entsteht Anthron (2):
1 kann als die transanulare Enolform von 2 betrachtet werden.

## Eigenschaften
Anthron löst sich beim Erwärmen in Alkalilaugen, beim Ansäuern fällt Anthranol aus, die Enolform.